# لورین مازل

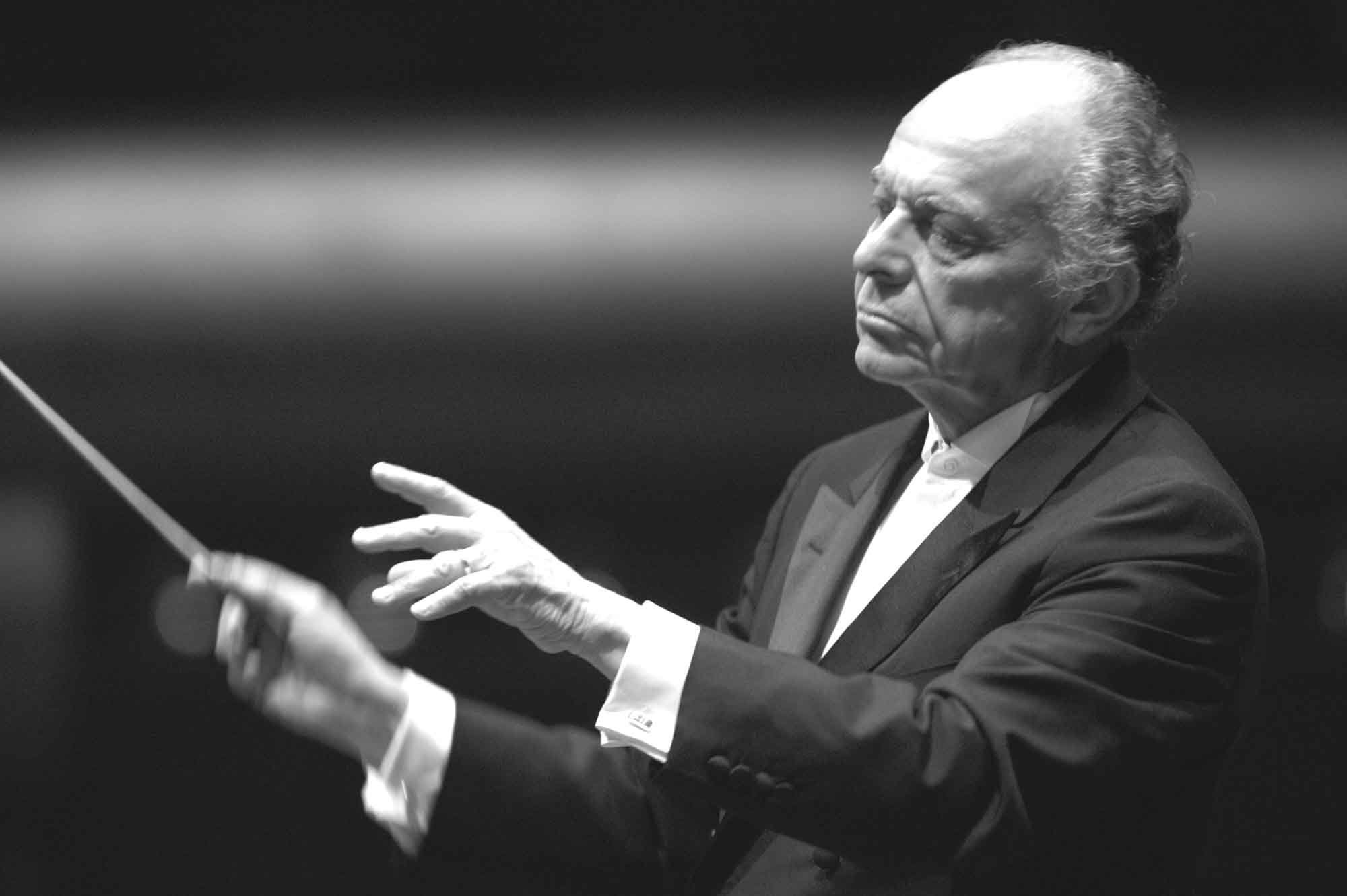
لورین مازل

لورین مازل (به انگلیسی: Lorin Maazel) ‏(۶ مارس ۱۹۳۰ – ۱۳ ژوئیه ۲۰۱۴) رهبر ارکستر، نوازندهٔ ویلن، و آهنگساز آمریکایی بود.

## زندگی‌نامه
لورین مازل در ۶ مارس ۱۹۳۰ در نوی-سور-سن فرانسه به دنیا آمد. او در لس آنجلس آمریکا بزرگ شد. در پنج سالگی نزد والدینش به فراگرفتن موسیقی پرداخت و در هشت سالگی تصمیم گرفت رهبر ارکستر گردد. او نخستین رهبری خود را در نه سالگی و نخستین اجرای ویولن را در پانزده سالگی انجام داد. او در سال ۱۹۵۱ ارکستر سمفونیک بوستون را در جشنوارهٔ تنگل‌وود رهبری کرد و بدین ترتیب فعالیت حرفه‌ای خود را آغاز نمود. مازل در ۱۹۶۰ با رهبری اپرای لوهنگرین واگنر به نخستین رهبر ارکستر آمریکایی تبدیل شد که در جشنواره بایروت به رهبری پرداخت.
مازل در سال‌های بعد به رهبری اپرای دویچه (۱۹۶۵–۷۱)، ارکستر سمفونی رادیو برلین (۱۹۶۵–۷۵)، ارکستر سمفونی کلیولند (۱۹۷۲–۸۲)، اپرای وین (۱۹۸۲–۸۴)، ارکستر سمفونی پیتسبورگ (۱۹۸۸–۹۶)، ارکستر سمفونی رادیو باواریا (۱۹۹۳–۲۰۰۲) پرداخت. مازل پس از کورت مازور رهبری ارکستر فیلارمونیک نیویورک را از سال ۲۰۰۲ تا ۲۰۰۹ برعهده گرفت. او حرفه خود را با رهبری ارکستر فیلارمونیک مونیخ (۲۰۱۲–۲۰۱۴) به پایان رساند.
مازل به آهنگسازی نیز می‌پرداخت و از او یک اپرا و قطعه‌هایی برای ارکستر و ویلن باقی‌مانده‌است. او در ۸۴ سالگی در ایالت میشیگان درگذشت.